# PlantUML
PlantUML ist ein freies Software-Dokumentationswerkzeug zur Erstellung von UML-Diagrammen unter der GNU General Public License.

## Funktionen
Die Diagramme werden durch möglichst einfache und intuitive textuelle Notation beschrieben. Die Generierung erfolgt mit Hilfe eines Online-Servers oder einer lokalen Java-Installation zu Bildern im PNG-, SVG-, LaTeX-Format oder ASCII-Art.
PlantUML unterstützt eine Vielzahl verschiedener Diagrammtypen.

### Standard-UML-Diagramme
- Sequenzdiagramm
- Anwendungsfalldiagramm
- Klassendiagramm
- Objektdiagramm
- Aktivitätsdiagramm
- Komponentendiagramm
- Verteilungsdiagramm
- Zustandsdiagramm
- Zeitverlaufsdiagramm

### Weitere Diagrammtypen
- JSON data
- YAML data
- Network diagram (nwdiag)
- Wireframe graphical interface
- Archimate diagram
- Specification and Description Language (SDL)
- Ditaa-Diagramm
- Gantt-Diagramm
- MindMap diagram
- Work Breakdown Structure diagram
- Mathematik in AsciiMath- oder JLaTeXMath-Notation
- Entity Relationship diagram

## Anwendungen
Es existieren eine Vielzahl von externer Tools und Sprachen, die PlantUML integrieren. Hierbei handelt es sich zum Beispiel um Plugins für die Editoren und Entwicklungsumgebungen.

### Tools
- Atom[5]
- Confluence[6]
- Doxygen
- Eclipse[7]
- Emacs[8]
- Google Docs[9]
- IntelliJ IDEA[10]
- LaTeX
- LibreOffice[11]
- Matlab[12]
- Microsoft Word
- NetBeans IDE[13]
- Notepad++[14]
- Visual Studio Code[15]

### Sprachen
- Gradle
- Groovy
- Java
- jQuery
- Markdown
- PHP
- Python

## Beispiele

### Sequenzdiagramm

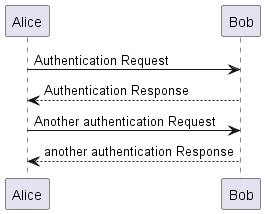
PlantUML Sequenzdiagramm

```
@startuml

Alice
 
->
 
Bob
:
 
Authentication
 
Request

Bob
 
-->
 
Alice
:
 
Authentication
 
Response

Alice
 
->
 
Bob
:
 
Another
 
authentication
 
Request

Alice
 
<--
 
Bob
:
 
another
 
authentication
 
Response

@enduml

```

### Klassendiagramm

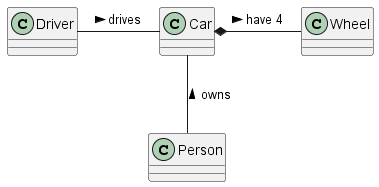
PlantUML Klassendiagramm

```
@startuml

class
 
Car

Driver
 
-
 
Car
 
:
 
drives
 
>

Car
 
*-
 
Wheel
 
:
 
have
 
4
 
>

Car
 
--
 
Person
 
:
 
<
 
owns

@enduml

```